# Metoo och Fredrik Virtanen
"#metoo och Fredrik Virtanen" är ett program av Uppdrag granskning i vilket reportern Lina Makboul granskar svenska mediers namnpublicering av Fredrik Virtanen i samband med #metoo-rörelsen hösten 2017. Programmet sändes på SVT den 30 maj 2018.
Makboul sade senare att hon motarbetades under arbetet med programmet och att hon utsattes för påtryckningar av #metoo-aktivister och av journalistkollegor som inte ville att saken skulle granskas.
Programmet anmäldes till Granskningsnämnden av omkring 2200 personer vilket gjorde det till det mest anmälda programmet i SVT:s historia. Programmet fälldes med minsta möjliga marginal av en oenig nämnd för intrång i privatlivet medan det friades från anklagelser om att ha varit partiskt eller osakligt.
Makboul utkom 2023 med boken Revolutionens första offer i vilken hon berättar om programmets tillkomst och dess påföljder.

## Bakgrund
I USA publicerade tidningen New York Times och tidskriften The New Yorker i oktober 2017 anklagelser mot Hollywoodproducenten Harvey Weinstein om sexuella övergrepp på flera kvinnliga skådespelare. Skådespelerskan Alyssa Milano delade i sociala medier ett inlägg som uppmanade alla kvinnor som blivit sexuellt trakasserade att skapa inlägg med texten "Me too", vilket blev starten för #metoo-rörelsen.
I Sverige lade Lulu Carter upp ett inlägg som där hon skrev att Martin Timell var Sveriges Harvey Weinstein. Cissi Wallin hade sedan länge beskrivit att hon blivit våldtagen av en "mäktig medieman" 2006, och att förundersökningen lagts ned efter anmälan 2011. Wallin hade gjort en polisanmälan om händelsen 2011. Förhör genomfördes, bland annat med Wallin och Virtanen, men efter tio månader lades förundersökningen ner eftersom brott inte kunde styrkas och Virtanen var därmed inte längre misstänkt. Virtanen nekade till anklagelserna. Inspirerad av Carters inlägg publicerade Wallin hon ett instagraminlägg den 16 oktober 2017 där hon anklagade Cissi Wallin skribenten Fredrik Virtanen för att ha drogat och våldtagit henne 2006 och hon lade till "Me too".
Trots att Virtanen var varken åtalad eller dömd namnpublicerade Expressen och Svenska Dagbladet honom den 25 oktober. Expressen namnpublicerade Virtanen på löpsedeln och med ett sex sidor långt reportage i tidningen. Övriga anklagelser mot Virtanen kom från anonyma personer och avsåg avskrivna eller aldrig polisanmälda händelser. Det blandades med påståenden från andra anonyma källor om diverse tölpaktigheter.
#metoo fick särskilt stort genomslag i Sverige, där rörelsen var unik med en samordningsgrupp och koppling till arbetslivet. Alla de största svenska medierna kom att publicera upprop mot sexuella övergrepp och senare även namnpubliceringar av utpekade personer, publiceringar som senare kom att fällas i Pressens opinionsnämnd eller Granskningsnämnden. Lina Makboul sade 2023 att man på hennes jobb vid den tiden endast pratade om #metoo och beskrev stämningen där som ett väckelsemöte, som att landet befann sig i religiös extas och revolution.:18m29s Enligt Makboul omfattade denna religiösa extas även Sveriges Television och Sveriges Radio. Hon menade att det där fanns flera journalister som glömde vad de hade lärt sig på journalistutbildningarna och istället valde att bli aktivister under revolutionen.:45m24s

## Arbetet med programmet
The New Yorker och New York Times hade innan sina publiceringar arbetat i tio respektive fyra månader med att undersöka riktigheten i anklagelserna mot Harvey Weinstein.:5m38s Lina Makboul på Uppdrag Granskning blev tillfrågad att göra en granskning. Hon tyckte att det verkade konstigt att svenska medier bara två veckor efter #metoo uppmärksammades hade hängt ut anklagade med namn och bild trots att det var frågan om sexualbrott som är svåra att utreda.:4m44s Makboul ifrågasatte att Expressen och Svenska Dagbladet bara nio dagar efter Wallins utpekande av Virtanen på sociala medier skulle ha funnit belägg för de allvarliga anklagelserna.:24m2s
Våren 2018 inledde Makboul en granskning av mediernas underlag till de namnpubliceringar som de gjort under hösten 2017 i samband med #metoo.:56m52s
Om Expressens publicering om Fredrik Virtanen och Aftonbladets publicering om Benny Fredriksson sade Makboul att det var slående att det inte av artiklarna gick att utläsa om reportrarna ens hade gjort försök att fastställa sanningshalten i de anonyma anklagelserna.:24m43s Hon noterade att medierna inte hade citerat en enda gång ur förundersökningen om Virtanen, och att det framstod som att medierna bara hade publicerat den ena partens berättelse.:41m14s
Under arbetet fick Makboul tidigt tillgång till förundersökningen för den polisanmälan som Wallin lämnat in mot Virtanen 2011. Vid läsning av Expressens och Svenska Dagbladets publiceringar insåg Makboul att de inte kunde ha läst förundersökningen. Den innehöll både sådant som talade till Virtanens fördel och sådant som talade till Wallins fördel, men publiceringarna hade bara publicerat den ena sidan. Om medierna hade läst förundersökningen hade de enligt Makboul kunna återge Virtanens version av kvällen som han hade berättat om den i polisförhöret.:22m13s
När Makboul kontaktade de stora mediehusens ansvariga utgivare med förfrågan om intervju för att ifrågasätta graden av faktakontroll före namnpublicering av utpekade personer avböjde alla förutom en.:4m23s Den enda ansvariga utgivare som Makboul kunde intervjua svarade att namnpubliceringen var motiverad för att den utpekade personen var känd och mäktig.:6m2s Makboul försökte få tag på Expressens chefredaktör Thomas Mattsson som inte ville intervjuas med hänvisning till att tidningen hade blivit anmälda till Pressombudsmannen och ärendet ännu inte var avgjort.:7m5s

### Ifrågasättandet av Lina Makboul
Medan Makboul arbetade med granskningen inleddes i sociala medier en granskning av Makboul själv. Makboul, som hade arbetat på Uppdrag Granskning sedan 2007, sade sig aldrig ha varit med om något liknande. Information om att en granskning pågick började spridas och redan under researchfasen kontaktades Makboul av #metoo-uppropens samordnare Emmy Lilliehorn som ville veta vad granskningen handlade om. Därefter lade Lilliehorn ut ett varningsmeddelande i samtliga 65 #metoo-grupper som tillsammans nådde tiotusentals medlemmar.:51m49s Meddelandet väckte ilska och rädsla hos de som var aktiva i #metoo.
I journalisternas grupp "Deadline" blev Makboul ifrågasatt.:51m49s Makbouls deltagande i gruppen betraktades som spionage, hon förvånades att deltagare i gruppen, som nästan helt utgjordes av journalister, var helt ointresserade av transparens och menade att ämnet borde undantas från traditionell journalistisk bevakning. Makboul utsattes för påtryckningar under arbetet med programmet, även av kvinnliga journalistkollegor som menade att saken inte borde granskas. Makboul sade 2023 att: "Det gjorde ont när den egna yrkeskåren höll tyst medan drevet pågick. Och hur ansedda journalister både blev populister och aktivister för den goda sakens skull."
I sin bok beskrev Makboul hur Cissi Wallin på olika sätt hade agerat för att försvåra Makbouls journalistiska arbete.:42m32s Wallin hänvisade upprepade gånger till den dystopiska amerikanska TV-serien The Handmaid's Tale. Makboul sade 2023 att: "Cissi Wallin börjar skriva inlägg om min granskning och påstår saker om den som jag menar är rena lögner.":51m49s Anhängare uppmanades att anmäla det ännu inte publicerade programmet till Granskningsnämnden, och att anmäla Makboul till Journalistförbundets yrkesetiska nämnd. Makbouls fackliga representanter inom Svenska Journalistförbundet hjälpte de upprörda deltagarna att i kommentarstrådarna beskriva tillvägagångssättet.
Makboul målades ut som en självhatande kvinna som ägnade sig åt häxbränning samt pressade och hotade brottsoffer.:51m49s Makboul sade att "En anklagelse återkom vid fler tillfällen än de andra. Att jag, Lina Makboul, skuldbelägger brottsoffer. Och det är här vi kommer till den springande punkten. Till det som rör grundprinciperna i vårt rättssamhälle. Demokratins grundvalar." och åsyftade rätten att betraktas som oskyldig tills motsats bevisats. Man försökte in i det sista att miskreditera programmet redan innan det hade sänts.:51m49s Wallin påstod att Makboul och Virtanen var vänner sedan tidigare, en anklagelse som nästan stoppade programmet från att sändas.
Makboul sade att "Det jag hade emot mig [..] var en rörelse, en revolution eller en väckelse, [...] som menade att en kvinnas vittnesmål om övergrepp inte får ifrågasättas, och att jag som kvinna per automatik borde tro på alla mina medsystrar. [...] Jag som journalist, [det] är ju inte min uppgift att tro på saker. Mitt jobb som journalist är att förhålla mig kritiskt till allt som sägs och hitta belägg för att det som sägs är sant och relevant. Det var ju dom här bitarna som krockade under den här granskningen.":57m7s

### Intervjun med Cissi Wallin
När Wallin tillfrågades om en intervju begärde hon att få frågorna i förväg. Makboul skickade frågorna och Wallin svarade med vändande post att hon inte ville ställa upp och lade därefter själv ut frågorna på sociala medier. En av frågorna löd "Tänkte du på [Virtanens] familj när du namngav honom?" Det missförstods som att Makboul ifrågasatte Wallins polisanmälan vilket väckte raseri. Makboul menade att frågan var motiverad för att Virtanen vid tillfället då händelsen påstods ha ägt rum 2006 inte hade fru och små barn, vilket han hade 11 år senare. Makboul ville veta hur Wallin hade resonerat kring konsekvenserna kring hennes utpekande 2017 i sociala medier. Frågan hade tidigare ställts till Wallin av andra reportrar i Resumé och i P1:s Söndagsintervjun, utan att varken Wallin eller någon annan hade reagerat över den. Samma dag som programmet skulle gå till efterbearbetning hörde Wallin av sig och ville delta. För att undvika en konflikt med Wallin under intervjun tänke Makboul begränsa den till endast ett fåtal, ej ifrågasatta frågor, och lösa resten av frågeställningarna genom att klippa in arkivmaterial för att återge Wallins ståndpunkt. När Makboul ville avsluta intervjun ville Wallin istället svara på även de andra frågorna, de frågor som hon tidigare hade ifrågasatt. Wallin hade tagit med sig ett eget filmteam till intervjun och några timmar senare publicerade hon en version med fokus på de gånger Makboul avbröt Wallin för att återföra fokus till Wallin istället för sexualbrott i allmänhet. Enligt Wallin var det ett 13 minuter långt oredigerat klipp. Wallins version fick 300 000 visningar på bara några dagar, och efter några månader över en miljon visningar. Det var fler som såg den än som såg Uppdrag gransknings program.:27m52s

## Mottagande
Fredrik Virtanen sade att det kändes som att Uppdrag granskning och Lina Makboul hade räddat hans liv.
Programmet anmäldes till Granskningsnämnden av omkring 2200 personer vilket gjorde det till det mest anmälda programmet i SVT:s historia. Många av anmälarna menade att programmet brustit i att vara sakligt och opartiskt. Programmet fälldes med minsta möjliga marginal av en oenig nämnd för intrång i Cissi Wallins privatliv för att ha publicerat uppgifter som enligt SVT redan var offentligt kända. Programmet friades på punkterna att ha brustit i saklighet och opartiskhet.
Wallin skrev i september 2018 att även hon hade utsatts för hot och förtal samt förlorat uppdrag. Hon skrev att "Om väldigt många blir väldigt arga finns det troligtvis skäl till självrannsakan." Hon skrev också att Uppdrag granskning hade misslyckats med föresatsen att bevisa Fredrik Virtanens oskuld, och att Makboul hade misslyckats komma i kontakt med kvinnor som sade sig ha utsatts för övergrepp. Wallin skrev att hon aldrig hade duckat kritiska frågor kring sitt agerande.
Makboul svarade att hennes intention aldrig var att varken skuldbelägga brottsoffer eller att bevisa att någon var oskyldig till brott; att hon inte trodde på omvänd bevisbörda.
Wallin svarade att hon gjorde sitt bästa för att moderera sina kommentarsfält och beklagade om hon hade missat något.
I samband med publiceringen av Makbouls bok Revolutionens första offer sade Makboul den 10 mars 2023 att medierna efter #metoo varken hade rannsakat sig själva eller bett om ursäkt för de fel som hade begåtts, och att hon hyste ett förakt för delar av sin yrkeskår.:1h2m10s Enligt Makboul var de traditionella mediernas namnpubliceringar av Virtanen inte befogade utan istället ett desperat försök att hitta en svensk motsvarighet till Harvey Weinstein, och att medierna 2023 fortfarande försökte detta.:35m28s
Den feministiska opinionsbildaren Kajjan Andersson skrev den 26 mars 2023 en självkritisk krönika i Expressen. Om #metoo skrev Andersson att man måste undvika den inställning till kritiska frågor som rådde, och om lärdomen om vad som händer när meningsskiljaktigheter bemöts som högförräderi, och hon förkastade den mobbmentalitet som rådde. Om Makbouls granskning och medias agerande under #metoo skrev hon "Att syna mediernas hanterande av #metoo var, och är fortfarande, alldeles självklart och nödvändigt. Resultatet visade nämligen på lögner, maktspel, slarv, manipulation, jäv, fullkomligt bristfällig research, populism och det som Makboul omnämner som 'masspsykos'. [...] Vi fallerade. Media fallerade. Och vi måste äga det och göra bättre ifrån oss när vi hanterar så viktiga frågor som mäns sexuella övergrepp på kvinnor och tystnadskulturen som inte sällan följer." Andersson tackade Makboul för boken och bad om förlåtelse för hur hon hade agerat under #metoo.

## Övrigt
Makboul hade i februari 2018 hittat svagheter även i Aftonbladets publicering om Benny Fredriksson och ville göra ett program också om det. Hon sökte Fredriksson, men fick svar från hans pressekreterare att Fredriksson inte orkade medverka.:42m59s Efter Aftonbladets publicering hade Fredriksson drabbats av en djup depression till följd av artiklarna och han tog senare sitt liv i mars 2018.
Expressens publicering om Fredrik Virtanen fälldes i Pressens opinionsnämnd med motiveringen att "den omfattande publiceringen har skadat Fredrik Virtanen på ett oförsvarligt sätt och ska klandras för att ha brutit mot god publicistisk sed."
Makboul saknas sedan juli 2022 i förteckningen över medarbetare på Uppdrag gransknings redaktion.

## Bildgalleri

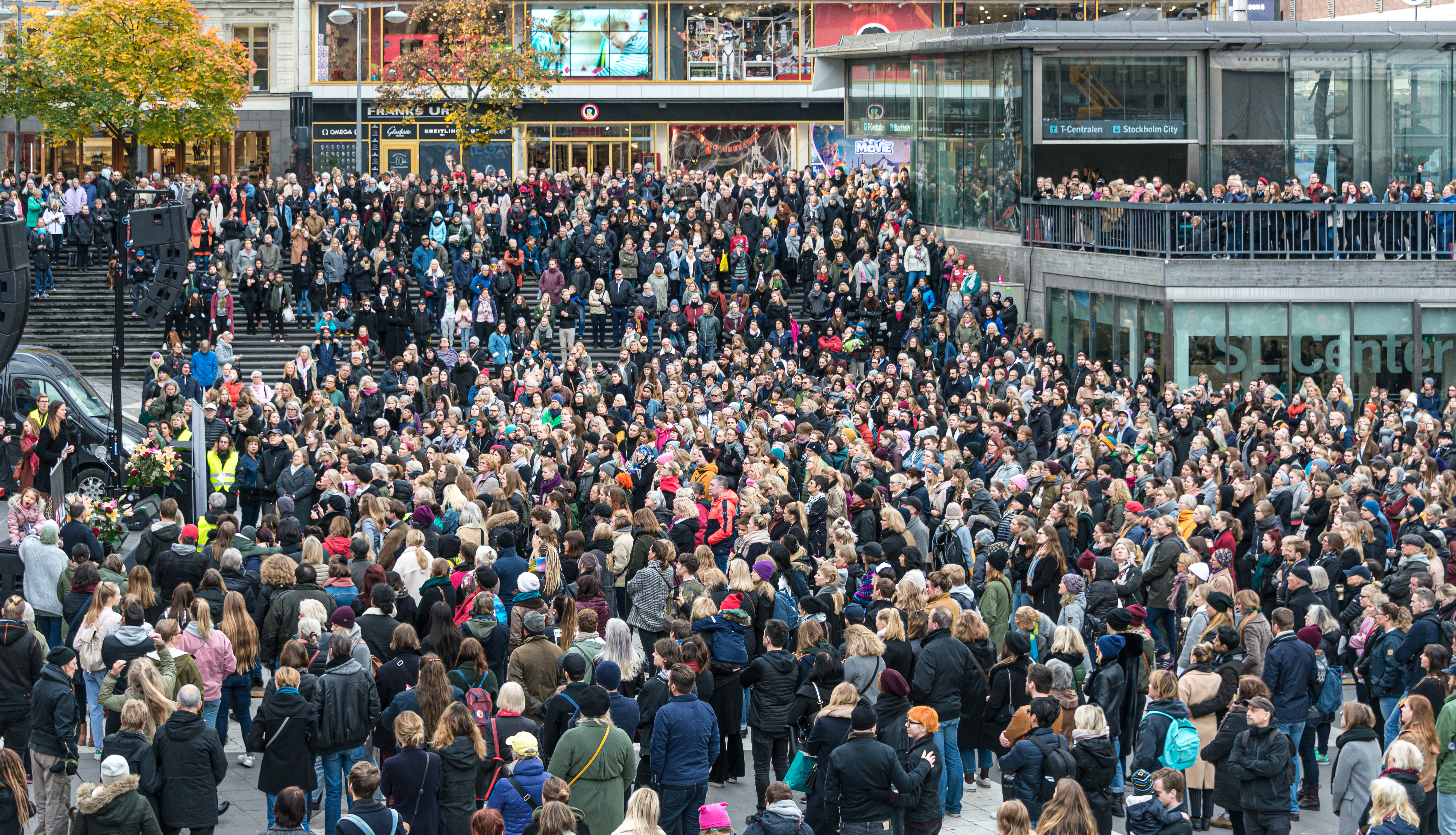
#metoo-manifestationen på Sergels torg i Stockholm den 22 oktober 2017
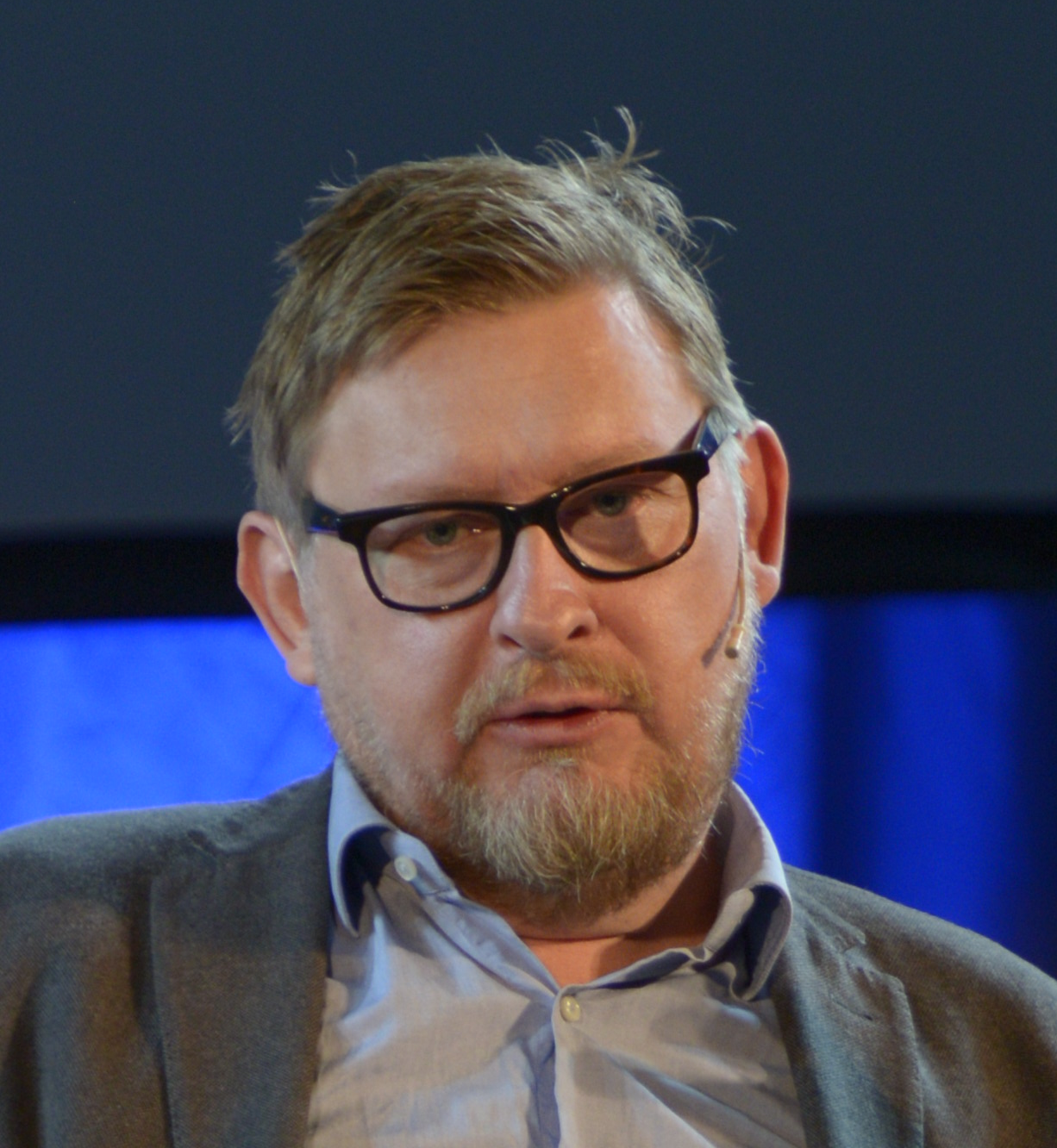
Fredrik Virtanen på Nordiska Mediadagar i Bergen, Norge, i maj 2019
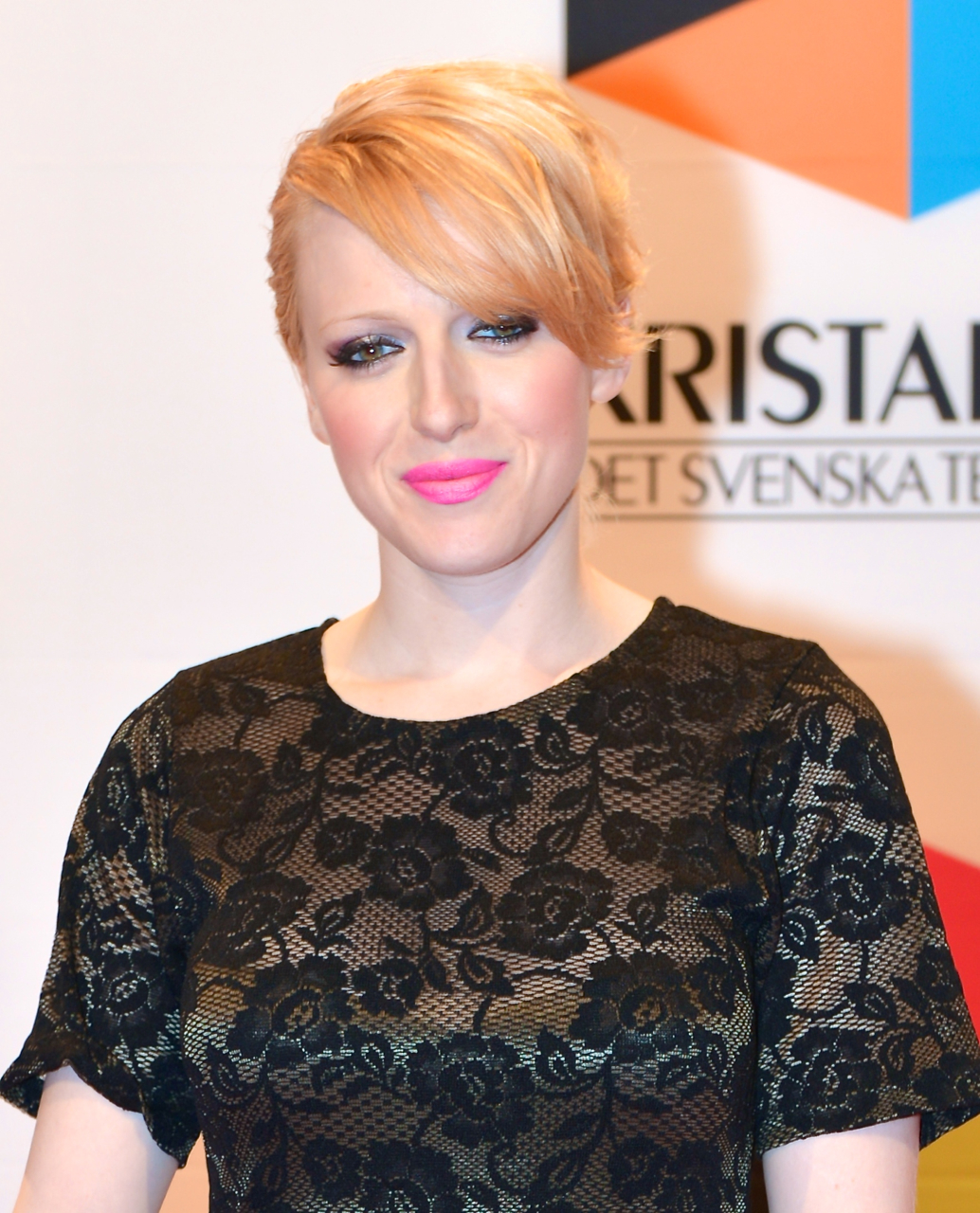
Cissi Wallin på Kristallengalan i augusti 2013

## Fotnoter